# 馮睎乾
馮睎乾，香港作家，网络时事评论员 ，曾在多家媒体撰写专栏，包括香港蘋果日報，有專欄《十三維度》。他和香港作家宋以朗相熟，並就研究張愛玲出版著作。

## 外部鏈結
- 馮睎乾的Facebook專頁